# Ajak (Marvel Comics)
Ajak egy kitalált szereplő, az Örökkévalók (Eternals) egyike a Marvel Comics képregényeiben.

## A megjelenés története
Ajak az Eternals (vol. 1) 2. számában debütált 1976 augusztusában. Megalkotója Jack Kirby volt. Később többször is megjelent a sorozatban: a 3-4., 7. és 12. számokban (1976-1977).
A szereplő megjelent az alábbi füzetekben is:
- Thor Annual #7 (1978.) (egy visszaemlékezésben Ajax néven[1])
- Thor (vol. 1) #284, #291 és #300-301 (1980.)
- Contest of Champions (vol. 1) #1 (1982.)
- Iron Man Annual #6 (1983.)
- Avengers (vol. 1) #248 (1984.)
- Eternals: Herod Factor (1991.)
- Avengers (vol. 1) #361 (1993.)
- Starblast #1 (1994.)

Ezt követően sokáig nem láthattuk, de röviden megjelent a Marvel egyik minisorozatában, a The Eternals-ben, és az Eternals 5-7. számaiban (2006-2007-ben). Szerepelt az Incredible Hercules 117-120. számaiban is (2008-ban).
Ajaknak saját szócikke van az eredeti Official Handbook of the Marvel Universe első kiadványában, valamint az Official Handbook of the Marvel Universe Master Edition 10. számában.

## Története
|  | Alább a cselekmény részletei következnek! |

Ajak az Örökkévalók egy alfajának tagja, akiket Sarki Örökkévalóknak (Polar Eternals) neveznek. Polaria területén született Szibériában. Szüleit Rakának és Amaának hívták, valamint van egy Arex nevű fivére is. Eredetileg képzett régész volt.
Ajak harcolt Kro Hadúr Deviáns különítménye ellen Babilonban 2500 évvel ezelőtt. Ismerték Közép-Amerikában is, ahol az aztékok Quetzalcoatl néven ismerték, a dél-amerikai inkák pedig úgy, mint Tecumotzin, a Repülés Ura. Ajak egyszer találkozott Thorral az északi istenséggel is, amikor ketten megküzdöttek Dromedan ellen. A Teremtők (Celestials) Harmadik Seregének idején Ajak összekötőként szolgált a Teremtők és a földiek között, és jelent volt Peruban, amikor azok megérkeztek. Zurasszal biztosította a távozási útvonalat, amin a Teremtők el szokták hagyni a Földet. Ezután atomjaira bontva elraktározta magát az Űristenek Városában (City of the Space Gods) a Teremtők visszatérésére várva.
Zuras parancsára Ikaris felébresztette Ajakot, amikor a Teremtők Negyedik Serege megérkezett. Ajak barátságot kötött egy Dr. Daniel Damian nevű régésszel, akinek megengedte, hogy az Űristenek Városában éljen. Dr. Damiennel a Negyedik Sereg leszállóhelyét körülvevő erőtér mögött voltak elzárva. Ajakot megtámadták a S.H.I.E.L.D. ügynökei, akiket a Teremtők atomokra bontottak a kudarcot vallott próbálkozás után. Egy alkalommal Ajak egy inka birkózóval is megküzdött.
Ajak Peruban, a Negyedik Sereg érkezésének helyszínén újra találkozott Thorral. Ezúttal azonban megküzdöttek egymással. Az összecsapást Thor nyerte meg. Ajak később Zeusz ellen is harcolt, aki azt állította, hogy az Örökkévalók pusztán a Teremtők játékszerei. 
Az egyik történetben ő volt az egyik Örökkévaló, akit Tode Testvér - az egyik hatalmas Deviáns - foglyul ejtett. Végül Vasember szabadította ki őket.
Egy időben csatlakozott az űrutazó Örökkévalók különleges, összetett létformájához, az Egy-Agyhoz (Uni-Mind), ám végül visszatért a Földre. Dr. Damien egyszer szörnyeteggé változtatta valamilyen Teremtő technológia segítségével, és megparancsolta neki, hogy ölje meg Thena és Kro ikergyermekeit, Donald és Deborah Rittert. A küldetése során számtalan ikerpárral végzett. Miután az Örökkévalók visszaadták az eredeti alakját, annyira lesújtották szörnyű tettei, hogy Dr. Damiannel együtt önmagát is atomjaira bontotta.
Szellemnek később sikerült az olümposzi technológia segítségével részben "újjáélesztenie" Ajakot és Zurast. Rávette őket, hogy lépjenek be az Álmodó Teremtő sírjába, ahol egyfajta Egy-Agyat hoztak létre. Szellem ezzel elég hatalmat szerzett, hogy újraírhassa a valóság szövetének bizonyos részeit, és megfossza az Örökkévalókat a hatalmuktól és emlékeiktől. Szellem szerint Ajak volt az egyetlen Örökkévaló, aki képes volt közvetlenül a Teremtőkkel beszélni.
Ajak a történtek ellenére újra megjelent sértetlenül, normális alakjában, és Zurast is visszaállította eredeti alakjába.

### Titkos Invázió
Azóta elhagyta az Örökkévalókat, és csatlakozott Herkuleshez az Isteni Osztag (God Squad) soraiba, hogy megküzdjön a skrull istenekkel. Célja nemcsak a Föld védelmezése volt, hanem a skrullok megismerése is, - technikailag tulajdonképpen a skrullok is Deviánsoknak tekinthetők (mivel a Földhöz hasonlóan az ő őseiket is átalakították a Teremtők, ám náluk végül a Deviánsok diadalmaskodtak), - hogy ezáltal jobban megismerhesse a Teremtőket, és képes legyen kommunikálni az Álmodó Teremtővel. (Erre egyedül a Makkari nevű Örökkévaló képes.) 
Ajak egy Kly’bn nevű skrull isten (lényegében skrull Örökkévaló) elleni csatában elesett. Egy történetben azonban céloztak rá, hogy még visszatérhet.

## Képességei
Ajak egy átlagos Örökkévaló képességeivel bír, úgymint a kozmikus energiák irányítása és teljes uralom saját testének sejtfelépítése felett. Ez utóbbi biztosítja számára a nagyban megnövelt élettartamot, a gyors regenerálódást, az emberfeletti erőt és szívósságot. Kozmikus hatalma révén képes repülni, teleportálni és energiarobbanásokat lőni.
A The Eternals c. minisorozatból azt is megtudhattuk, hogy Ajak képes közvetlenül kommunikálni a Teremtőkkel, ha a közelben vannak.

## Külső hivatkozások
- Hivatalos Marvel életrajz (angol nyelven)
- Ajak a MarvelDirectory.com-on (angol nyelven)